# 2013 TV135
2013 TV135 — сближающийся с Землёй астероид с предполагаемым диаметром около 410 метров.
Открыт астрономом-любителем Геннадием Борисовым в Крыму с помощью самодельного 20 см телескопа 12—13 октября 2013 года по снимкам, сделанным 8 октября.
16 сентября 2013 года он прошёл на расстоянии 0,045 а.е. (6,7 млн км) от Земли. 20 сентября он достиг перигелия (наибольшее сближение с Солнцем). Стал одним из более чем 10 тысяч околоземных астероидов.

## Потенциальные сближения с Землёй
Астероид 2013 TV135 является потенциально опасным объектом (англ. PHO) и оценивается всего лишь в 1 по Туринской шкале, что означает «вероятность столкновения чрезвычайно низка», «нет никаких причин для заострения общественного внимания и беспокойства» и объект не представляет никакой опасности. После 10 дней наблюдений (86 замеров) за орбитой астероида, получена вероятность столкновения с Землёй в «1/14000» для даты 26 августа 2032 года.
Гипотетическое столкновение с Землёй могло бы иметь кинетическую энергию порядка 1×1019 Дж. Однако, номинальная орбита, рассчитанная в NEODyS, показывает, что 26 августа 2032 года 2013 TV135 пройдёт очень далеко от Земли — на расстоянии 0,6 а. е. (56 миллионов километров). Дальнейшие наблюдения лаборатории NASA JPL позволили перевести объект в категорию 0 («вероятность столкновения нулевая, или настолько низкая, что может считаться нулевой») по Туринской шкале. Оценка вероятности возможного столкновения с Землёй в 2032 году снизилась до 345 тысяч к 1, и до 11,9 миллиона к 1 для возможного столкновения с Землёй в 2047 году.
Орбита астероида имеет наклонение в 6,7°, в перигелии он приближается к Солнцу до 0,99 а. е. (по предварительным расчётам). Точное положение перигелия может изменяться при сближениях с Землёй. К 2017 году его орбита была точно вычислена.